# Mistrzostwa świata w ringette
Mistrzostwa świata w ringette (ang. World Ringette Championships) – międzynarodowy turniej ringette organizowany przez Międzynarodową Federację Ringette (IRF) dla żeńskich reprezentacji narodowych. Pierwsze mistrzostwa wystartowały w 1990 roku w kanadyjskim Gloucesterze i uczestniczyły w nim 5 drużyn reprezentujących prowincje Kanady oraz drużyny Finlandii i USA. Od następnej edycji brały udział tylko reprezentacje narodowe. Rozgrywki od 2004 odbywają się regularnie co trzy lata. Najwięcej tytułów mistrzowskich zdobyła reprezentacja Finlandii.

## Wyniki
| Rok                           | Organizator          | T |  | Zwycięzca        | II miejsce       | III miejsce       |  | Uwagi     |
| Mistrzostwa świata w ringette |                      |   |  |                  |                  |                   |  |           |
| 1990                          | Gloucester (Kanada)  | 1 |  | Alberta          | Ontario          | Quebec            |  | 7 drużyn  |
| 1992                          | Helsinki (Finlandia) | 1 |  | Kanada Zachodnia | Kanada Wschodnia | Finlandia         |  | 6 drużyn  |
| 1994                          | Saint Paul (USA)     | 1 |  | Finlandia        | Kanada Wschodnia | Kanada Zachodnia  |  | 6 drużyn  |
| 1996                          | Stockholm (Szwecja)  | 1 |  | Kanada           | Finlandia        | Stany Zjednoczone |  | 4 drużyny |
| 2000                          | Helsinki (Finlandia) | 2 |  | Finlandia        | Kanada           | Stany Zjednoczone |  | 4 drużyny |
| 2002                          | Edmonton (Kanada)    | 2 |  | Kanada           | Finlandia        | Stany Zjednoczone |  | 4 drużyny |
| 2004                          | Stockholm (Szwecja)  | 3 |  | Finlandia        | Kanada           | Stany Zjednoczone |  | 4 drużyny |
| 2007                          | Ottawa (Kanada)      | 4 |  | Finlandia        | Kanada           | Szwecja           |  | 4 drużyny |
| 2010                          | Tampere (Finlandia)  | 5 |  | Finlandia        | Kanada           | Stany Zjednoczone |  | 4 drużyny |
| 2013                          | North Bay (Kanada)   | 6 |  | Finlandia        | Kanada           | Stany Zjednoczone |  | 6 drużyn  |
| 2016                          | Helsinki (Finlandia) | 7 |  | Finlandia        | Kanada           | Szwecja           |  | 6 drużyn  |
| 2017                          | Mississauga (Kanada) | 8 |  | Finlandia        | Kanada           | Szwecja           |  | ? drużyn  |
| 2019                          | Burnaby (Kanada)     | 2 |  | Finlandia        | Kanada           | -                 |  | ? drużyn  |

## Klasyfikacja medalowa
W dotychczasowej historii Mistrzostw świata na podium oficjalnie stawało w sumie 9 drużyn. Liderem klasyfikacji jest Finlandia, która zdobyła złote medale mistrzostw 8 razy.
Stan na maj 2018.
| Lp. | Reprezentacja     | Miejsca na podium | Miejsca na podium | Miejsca na podium | Zwycięskie sezony |   |   |                                                      |
| --- | ----------------- | ----------------- | ----------------- | ----------------- | ----------------- | - | - | ---------------------------------------------------- |
| Lp. | Reprezentacja     | 1.                | Finlandia         | 9                 | Zwycięskie sezony | 2 | 1 | 1994, 2000, 2004, 2007, 2010, 2013, 2016, 2017, 2019 |
| 2.  | Kanada            | 2                 | 8                 | 0                 | 1996, 2002        |   |   |                                                      |
| 3.  | Kanada Zachodnia  | 1                 | 0                 | 1                 | 1992              |   |   |                                                      |
| 4.  | Alberta           | 1                 | 0                 | 0                 | 1990              |   |   |                                                      |
| 5.  | Kanada Wschodnia  | 0                 | 2                 | 0                 |                   |   |   |                                                      |
| 6.  | Ontario           | 0                 | 1                 | 0                 |                   |   |   |                                                      |
| 7.  | Stany Zjednoczone | 0                 | 0                 | 6                 |                   |   |   |                                                      |
| 8.  | Szwecja           | 0                 | 0                 | 3                 |                   |   |   |                                                      |
| 9.  | Quebec            | 0                 | 0                 | 1                 |                   |   |   |                                                      |